# Универзитет у Призрену
Универзитет у Призрену „Укшин Хоти” (алб. Universiteti i Prizrenit "Ukshin Hoti") је државни универзитет у Призрену који ради по наставном плану и програму Републике Косово. Првобитно је основан 1962. године као Учитељска и Виша педагошка школа. Поново је основан 2010. године под данашњим именом.

## Историја
Наследник је Учитељске и Више педагошке школе које су основане 1962. године. Садашњи облик је преузео 2010. године с наставом на албанском језику. Мањински бошњачки и турски језик се такође нуде на Педагошком факултету и Факултету рачунарских наука.

## Факултети
- Рачунарски факултет
- Правни факултет
- Економски факултет
- Филолошки факултет
- Педагошки факултет
- Факултет животних и еколошких наука